# 第37回NHK紅白歌合戦
『第37回NHK紅白歌合戦』（だいさんじゅうななかいエヌエイチケイこうはくうたがっせん）は、1986年（昭和61年）12月31日にNHKホールで行われた、通算37回目のNHK紅白歌合戦。21時から23時45分にNHKで生放送された。

## 概要

### 放送まで
1986年12月31日の12:15から翌1987年1月1日の2:55まで放送されたNHK初の試みとなる15時間・7部編成の大型ワイド特番「15時間ワイド日本列島大みそか」の第5部として放送された。
斉藤由貴・加山雄三がキャプテン名義で進行を、目加田賴子・千田正穂が司会名義でキャプテンを補佐する役回りを担った。進行に「出場歌手+NHKアナウンサー」という異例の体制が紅白それぞれに付き採られたのは、斉藤・加山を起用するにあたって、番組進行の円滑化を期する上で進行補助を付ける必要があると判断されたためである。斉藤はこの年上期の連続テレビ小説『はね駒』のヒロインを演じたこと、加山は『加山雄三ショー』のレギュラー出演が選出の理由である。なお、斉藤は出場歌手としても初選出であるが、これが最初で最後の紅白出演となっている（翌年の第38回は出場を辞退している）。
司会発表前、紅組司会に美空ひばりや松田聖子、田中裕子、この年の大河ドラマ『いのち』の主演（且つ前回の審査員）・三田佳子、白組司会に明石家さんまの起用がマスコミ報道で取り沙汰された。その他構成段階では、元夫婦であるひばり・小林旭の両組トリ起用や、第35回（1984年）の出演を最後に引退した都はるみ（後に復帰）、前回紅組司会兼トリを務めこの年森進一との結婚により芸能界を引退した森昌子（後に一時期復帰）を審査員に起用する案があったという。
当日は奇しくも前回まで3年連続で白組司会を務めた鈴木健二（当時NHKアナウンサー）の母親の葬儀の日となった。なお前回総合司会だった千田が先輩の鈴木に替わって白組司会を務めたほか、同じく前回テレビ中継を務めた吉川精一が後輩の千田に替わって総合司会に起用された。また吉川にとって大先輩に当たる金子辰雄が吉川に代わって3年ぶりにテレビ中継を務めた。1970年代前半以降、紅白で最も多くテレビ中継を担当してきた金子によるテレビ中継は、今回が最後となった。

### 当日のステージ
- 今回も前回に引き続き「乾杯の歌」を使用した入場行進が実施された。
- 加山は白組トップバッターを務めた少年隊の「仮面舞踏会」の曲紹介時、「紅白初出場。少年隊「仮面ライダー」です」と言い間違えてしまう。直後に動揺した東山が二重構造の衣装を脱ぐタイミングを間違えてしまった。家族審査員として中継に出た広島の少年が「加山雄三さんの『仮面ライダー』は点が高いと思います」と評し、新年のお笑い番組や週刊誌などでもさかんに話題にされた。6年後の第43回（1992年）のショーコーナーで歴代ライダーとショッカーが登場した際、少年隊が「レッツゴー!!ライダーキック」を歌ったのは、このエピソードを踏まえたもの。少年隊の錦織一清はこの回は紅白に出演していない加山に対し、「加山さん見てますかー?」と言った。なお、加山は『紅白50回』のインタビューで「舞台袖で『仮面舞踏会』を『仮面ライダー』と言い間違えそうだと話していたら本当にそうなった」「今でも少年隊の方々に申し訳なく思っている」と語っている。さらに、少年隊の東山紀之は2014年7月24日放送のTBS系列『櫻井有吉アブナイ夜会』で、衣装を着てのリハーサル時、先輩の近藤真彦が「その衣装、『仮面ライダー』みたいだな」と発した言葉を、近くで加山が聞いていたことから本番での発言に結びついてしまったと説明した[10]。一方加山本人は、台本を最終確認している時にこの曲のタイトルが「まるで仮面ライダーみたいな曲名だな」って冗談で思い続けていたら、本番でその冗談の方が口から出てしまったと話していたことがある[11]。なお、この事態を見ていたジャニー喜多川はメンバーに対し「最高だったよ、加山さんに感謝しなよ」と言われたことを『サンデーLIVE!!』（2019年7月14日放送、テレビ朝日系列[12]）で東山が明かしている。
- 斉藤は「悲しみよこんにちは」を歌唱。歌唱前にて歴代の『連続テレビ小説』のヒロイン、あしたこその藤田弓子、雲のじゅうたんの浅茅陽子、澪つくしの沢口靖子が斉藤の曲紹介を行った。歌唱中では出場した紅組歌手から多大な声援を受けた。
- 神田正輝との結婚・神田沙也加の出産により活動休業中だった松田聖子が前回に続いて出場を果たす。この年はシングルは1枚も出していなかったが、産休中にリリースしたアルバム「SUPREME」の中の「瑠璃色の地球」を披露した[注 3]。
- 前回まではワイヤレスとコードマイクを併用していたが技術の向上により生放送にも耐えられると判断し今回からすべてのマイクをワイヤレス化した。しかし菅原洋一の「小雨降る径」で、本人が手にしていたマイクの故障により、音声が出ないトラブルが起きた。スタッフが慌てて連絡し合う声が、他のマイクを通して放送された。1番の歌唱中にマイクを取り替える事でトラブルは解決した。『思い出の紅白歌合戦・昭和61年』（2002年12月26日放送、 BS2）では、伴奏などはそのままで、菅原の歌のトラックのみを再録音に差し替えて放送した。テロップで「生放送当日、音声トラブルがありましたが菅原さんの御協力により再録音しました」と表示し、歌唱のタイミングに合っていなかった1番の字幕も新しくした。歌唱後の目加田・千田によるお詫び部分はカットされた。事実上の訂正放送と言える。
- 和田アキ子が「もう一度ふたりで歌いたい」で第29回（1978年）以来8年ぶりに復帰を果たした。歌唱中、歌詞テロップが出なくなるトラブルがあり曲の最後まで表示されなかった。
- 島倉千代子は史上初の30年連続出場を達成（30回出場も初）。だが、30年連続出場に区切りをつける形で、翌年は出場を辞退（「卒業宣言」）し、連続出場は今回で一旦ストップ。本人によると次回の辞退は今回の時点で決めており、今回身に纏った白色の着物はその表れだったという[13]。しかしその年に発売した「人生いろいろ」が後になって大ヒットし、第39回で2年ぶりに復帰した。
- 石川さゆりが「天城越え」で自身初の紅組トリを務めた。
- 大トリは2年連続（白組トリ自体は3年連続）で森進一（この年デビュー20周年）が担当し、「ゆうすげの恋」を歌唱。今回の進一を最後に3年連続以上のトリ担当者は第61回（2010年） - 第64回（2013年）のSMAPまで途絶えることとなった。
- 今回の勝敗判定は第31回（1980年）以来6年ぶりにボール投げではなく、中央の巨大CRTモニターに得票数を帯グラフで表示する方式だった。
- 優勝は白組だったが、紅組の敗戦が決まった瞬間、斉藤はその場に立ちつくし、大粒の悔やし涙を流す。紅組メンバーが必死に斉藤を励ましたこともあり、一時は立ち直って気丈に「負けたけど、精一杯頑張りました」とコメントするも、終了後ステージから引き上げる際に声をあげながら泣き続けた。その模様を見ていた、小柳ルミ子や聖子、石川の目にも涙があった。斉藤は他の紅組出演者から口々に「由貴ちゃんが居れば優勝間違いなし」と言われていたので「自分のせいで負けてしまった」と思ってしまったそうである。
- 「蛍の光」の途中30秒近く歌声のみが途絶えた。なお、『思い出の紅白歌合戦・昭和61年』（2002年12月26日放送、 BS2）では、この30秒間を第24回（1973年）での「蛍の光」の音声に差し替えた。
- 翌年の第38回における組司会は1人体制に戻された。加山は翌年初めて単独で白組司会を担当する形となった。また今回を最後に組司会へのNHKアナウンサーの起用は第49回（1998年）まで途絶えることとなった。

### 視聴率
この頃から、音楽ジャンルの多様化や裏番組の充実などで、視聴率が急速に低下し始めた。今回の関東地区における平均視聴率は59.4%（ビデオリサーチ社調べ）で、1962年（昭和37年）の調査開始以来初めて60%を割った。また、裏番組『白虎隊』（日本テレビ）の視聴率が17.2%による当時裏番組最高新記録を叩き出し、17年間裏番組最高記録を保持していた。

## 司会者・キャプテン
- 紅組司会：目加田賴子（東京アナウンス室）
- 白組司会：千田正穂（同上）
- 紅組キャプテン：斉藤由貴（この年上期の連続テレビ小説『はね駒』のヒロイン・橘（小野寺）りん役）
- 白組キャプテン：加山雄三（『加山雄三ショー』司会）
- 総合司会：吉川精一（東京アナウンス室）
- テレビ中継：金子辰雄（同上）

## 演奏
- 紅組：三原綱木とザ･ニューブリード・東京放送管弦楽団（指揮 三原綱木）
- 白組：岡本章生とゲイスターズ・東京放送管弦楽団（指揮 岡本章生）
  - 4年ぶりにバンドが紅白両軍に付いたが、オーケストラボックスが歌手が遠くて見えづらいという視聴者からの意見とステージ展開がしづらいという理由から複数のバンド起用はこの回を以って最後となった。白組についたゲイスターズはTBSの8時だョ!全員集合（1969年 - 1985年）のバックを一貫して担当した。またザ・ニューブリードのマスターが小田啓義から同じジャッキー吉川とブルー・コメッツ出身の三原に変わった。
- ゲスト
  - CO-CóLO - 沢田研二のバックバンド

## 審査員
- 森光子（女優）：NHK放送文化研究所が主催する『好きなタレント調査』で女性部門2年連続1位を獲得。
- 清原和博（西武ライオンズ内野手）：この年のパ・リーグ新人王で、ライオンズの日本一に貢献。
- 森下洋子（バレリーナ）：前年日本芸術院賞に加えてローレンス・オリヴィエ賞を日本人で初受賞。
- 雁屋哲（劇画作家）：漫画『美味しんぼ』の原作者。
- 黒柳朝（エッセイスト）：翌年上期の連続テレビ小説『チョッちゃん』の原作者。
- 加藤芳郎（漫画家）：『連想ゲーム』の白組キャプテン。
- 山崎洋子（作家）：この年『花園の迷宮』で第32回江戸川乱歩賞を受賞。
- 渡辺謙（俳優）：『はね駒』のヒロインの夫・小野寺源造役および翌年の大河ドラマ『独眼竜政宗』の主人公・伊達政宗役。
- 加納みゆき（女優）：この年下期の連続テレビ小説『都の風』のヒロイン・竹田（吉野）悠役。
- 千代の富士貢（大相撲・横綱）：この年の大相撲・本場所中春場所を除く5場所で優勝。
- 中野正之･NHK番組制作局長
- ほか全国500家族の家族審査員と8会場（北海道勇払郡占冠村／青森県黒石市／東京都台東区浅草／三重県度会郡二見町（現：伊勢市）／大阪府大阪市南区（現：中央区）／広島県佐伯郡宮島町（現：廿日市市）／愛媛県松山市／長崎県長崎市）100名ずつ計800名の地方審査員
- なお地方審査員と家族審査員は持ち点が各1点で合計1300点、またNHKホールの特別審査員は1人20点で合計200点、総計1500点で優勝が争われた。

## 大会委員長
- 尾西清重･NHK放送総局長

## 出場歌手
紅組、      白組、      初出場、      返り咲き。
| 曲順 | 組 | 歌手名       | 回 | 曲目                              |
| ---- | -- | ------------ | -- | --------------------------------- |
| 1    | 紅 | 荻野目洋子   | 初 | ダンシング・ヒーロー (Eat You Up) |
| 2    | 白 | 少年隊       | 初 | 仮面舞踏会                        |
| 3    | 紅 | 大月みやこ   | 初 | 女の港                            |
| 4    | 白 | 新沼謙治     | 10 | 情け川                            |
| 5    | 紅 | 小泉今日子   | 3  | 夜明けのMEW                       |
| 6    | 白 | 三波春夫     | 29 | あゝ北前船                        |
| 7    | 紅 | 斉藤由貴     | 初 | 悲しみよこんにちは                |
| 8    | 白 | 吉幾三       | 初 | 雪國                              |
| 9    | 紅 | 小柳ルミ子   | 16 | 乱                                |
| 10   | 白 | 田原俊彦     | 7  | あッ                              |
| 11   | 紅 | 中森明菜     | 4  | DESIRE                            |
| 12   | 白 | 沢田研二     | 14 | 女神                              |
| 13   | 紅 | テレサ・テン | 2  | 時の流れに身をまかせ              |
| 14   | 白 | 山川豊       | 初 | ときめきワルツ                    |
| 15   | 紅 | 研ナオコ     | 10 | Tokyo見返り美人                   |
| 16   | 白 | シブがき隊   | 5  | トラ! トラ! トラ!                 |
| 17   | 紅 | 五輪真弓     | 3  | 時の流れに〜鳥になれ〜            |
| 18   | 白 | 小林旭       | 2  | 熱き心に                          |
| 19   | 白 | 近藤真彦     | 6  | 青春                              |
| 20   | 紅 | 河合奈保子   | 6  | ハーフムーン・セレナーデ          |
| 21   | 白 | 大川栄策     | 4  | 雨の港                            |
| 22   | 紅 | 川中美幸     | 6  | ふたりの絆                        |
| 23   | 白 | 菅原洋一     | 20 | 小雨降る径                        |
| 24   | 紅 | 和田アキ子   | 10 | もう一度ふたりで歌いたい          |
| 25   | 白 | 加山雄三     | 10 | 今は別れの時                      |
| 26   | 紅 | 松田聖子     | 7  | 瑠璃色の地球                      |
| 27   | 白 | 角川博       | 3  | 波止場シャンソン                  |
| 28   | 紅 | 岩崎宏美     | 12 | 好きにならずにいられない          |
| 29   | 白 | チェッカーズ | 3  | Song for U.S.A.                   |
| 30   | 紅 | 水前寺清子   | 22 | 男三百六十度                      |
| 31   | 紅 | 松原のぶえ   | 2  | 演歌みち                          |
| 32   | 白 | 千昌夫       | 14 | 望郷旅鴉                          |
| 33   | 紅 | 八代亜紀     | 14 | 港町純情                          |
| 34   | 白 | 細川たかし   | 12 | さだめ川                          |
| 35   | 紅 | 島倉千代子   | 30 | くちべに挽歌                      |
| 36   | 白 | 村田英雄     | 25 | 男吉良常                          |
| 37   | 紅 | 小林幸子     | 8  | 別離（わかれ）                    |
| 38   | 白 | 五木ひろし   | 16 | 浪花盃                            |
| 39   | 紅 | 石川さゆり   | 9  | 天城越え                          |
| 40   | 白 | 森進一       | 19 | ゆうすげの恋                      |

### 選考を巡って
- 前回の出場歌手の中より今回不選出となった歌手は以下。
  - 紅組：石川秀美、柏原芳恵、早見優、原田知世、森昌子[注 4]
  - 白組：安全地帯、北島三郎[注 5]、吉川晃司[注 6]、郷ひろみ[注 7]、C-C-B、鳥羽一郎[注 5]、山本譲二[注 5]
- 当初出場が決定していた北島三郎と山本譲二は、その後暴力団稲川会の新年会に招かれていたことが発覚し、本番2日前の12月29日に正式降板が発表された[注 8]。北島と山本は翌年の第38回で揃って返り咲き出場を果たす）。代役に角川博[注 9]と鳥羽一郎を決めたが、鳥羽は「自分もこのような暴力団との仕事上の付き合いはある。歌手ならこのような付き合いは避けられない」と辞退。このため当日予定の無かったシブがき隊を12月30日に急遽代役に立てた。
  - 当時シブがき隊の3人は年末年始をハワイで過ごすつもりでおり、オファーを受けた時既にハワイに居たが、急遽帰国し出場[14]。その後1988年に解散したため、これがシブがき隊にとって現役時代最後の紅白出場となった。なお、本木雅弘はその後第43回に歌手として出場し、第48回と第59回にゲスト審査員として出演した。今回ではオープニングで出て来て千田に名前を紹介される時、「シブがき隊」ではなく「シブが隊」と呼ばれていた。
  - ちなみに北島は同日の『第28回日本レコード大賞』を欠場したが、最優秀歌唱賞を受賞している。特別審査員に決定していた蜷川幸雄も「一芸能番組で道徳を振りかざすNHKの姿勢には納得できない」と抗議し、審査員を降板している（代役は加藤芳郎）。
- 郷ひろみ（「年末年始をアメリカ合衆国でのんびりする」）、菊池桃子、本田美奈子[注 10]、谷村新司（翌年の第38回で初出場）、松任谷由実、井上陽水、KUWATA BANDが出場を辞退した[15]。本田と谷村は紅白と同日にフジテレビで生放送された『世界紅白歌合戦』に出場したためこちらを辞退した。

## ゲスト出演者
- 藤田弓子：斉藤由貴の曲紹介および曲中。
- 浅茅陽子：同上。
- 沢口靖子：『独眼竜政宗』の五郎八姫役。同上。

藤田・浅茅・沢口は連続テレビ小説の歴代のヒロイン（藤田『あしたこそ』、浅茅『雲のじゅうたん』、沢口『澪つくし』）。

### 中継アナウンサー
- 後藤繁榮（札幌放送局）：北海道勇払郡占冠村。
- 後藤順一（青森放送局）：青森県黒石市。
- 宮川泰夫（東京アナウンス室）：東京都台東区浅草。
- 堀江威光（津放送局）：三重県度会郡二見町（現：伊勢市）。
- 上田早苗（大阪放送局）：大阪府大阪市南区（現：中央区）。
- 野瀬正夫（広島放送局）：広島県佐伯郡宮島町（現：廿日市市）。
- 徳田章（松山放送局）：愛媛県松山市。
- 黒沢保裕（長崎放送局）：長崎県長崎市。